# تامان نيجارا
تامان نيجارا هي حديقة وطنية في شبه جزيرة ماليزيا. تم تأسيسها في عام 1938، وتعتبر حديقة الملك جورج الخامس الوطنية بعد أن ضغط ثيودورهوباك على سلاطين باهانج وترينجانو وكيلانتان لتخصيص قطعة أرض تغطي الولايات الثلاث لإنشاء منطقة محمية. وبعد الإستقلال تم تغيير إسمها إلى تامان نيجارا، والتي تعني "الحديقة الوطنية" باللغة الماليزية. تبلغ مساحتها 4343 كيلومترًا مربعًا، وهي واحدة من أقدم الغابات المطيرة في العالم، ويقدرعمرها بأكثر من 130 مليون سنة.

## جغرافيتها
تضم الحديقة ثلاث ولايات، باهانج وكيلانتان وتيرينجانو، ولكل منها تشريعاتها الخاصة. يتم تطبيق قانون تامان نيجارا (باهانج) رقم 2 لعام 1939 في ولاية باهانج، وقانون تامان نيجارا (كيلانتان) رقم 14 لعام 1938 في ولاية كيلانتان، وقانون تامان نيجارا (تيرينغانو) رقم 6 لعام 1939 في ولاية تيرينجانو. وتعتبرتامان نيجارا باهانج هي الأكبر بمساحة 2477 كم مربع، تليها تامان نيجارا كيلانتان بمساحة 1043 كم مربع، وتامان نيجارا تيرينجانو بمساحة 853 كم مربع. ويقدر عمرها بأكثر من 130 مليون سنة، وتشتهر بأنها "أقدم غابة استوائية مطيرة"، على الرغم من أن اللقب بشكل أكثر دقة ينتمي إلى غابة دينتري المطيرة في كوينزلاند، أستراليا، والتي يقدر عمرها بما بين 135 مليون سنة و180 مليون سنة.
تقع تامان نيجارا في الغالب على الصخور الرسوبية القديمة وأقدم جزء من القارة، وتتميز في الغالب بتلال متدحرجة لطيفة حيث يقع حوالي 57٪ من إجمالي مساحة أرض المنتزه تحت 300 متر فوق مستوى سطح البحر بسبب التآكل لفترة طويلة. وعلى الرغم من ذلك، فإنها تتميز أيضًا ببعض الأجزاء الجبلية من سلسلة جبال طحان، وهي نطاق فرعي من تلال تيناسيريم. تعد سلسلة جبال تاهان موطنًا لجبل تاهان، وهو أعلى وأبرز نقطة في شبه جزيرة ماليزيا على ارتفاع حوالي 2187 مترًا فوق مستوى سطح البحر.
تعمل الحديقة كمنبع مهم لولايات كيلانتان وترينجانو وباهانج. وهناك ثلاثة أنظمة أنهار رئيسية نشأت من الحديقة، وهي أنهار ليبير، وترينجانو، وتيمبيلينج. نهر ليبير هو أحد روافد نهر كيلانتان، ويتدفق شمالًا ويمر عبر دلتا كيلانتان، بينما يتدفق نهر تيرينجانو شرقًا باتجاه بحيرة كينير وهو أحد التدفقات الرئيسية للبحيرة، ونهر تمبيلنج هو أحد روافد نهر باهانج، ويتدفق جنوبًا باتجاه الوادي الأوسط لولاية باهانج. تصب هذه الأنهار في النهاية في بحر الصين الجنوبي. تم تطوير الحديقة لتصبح وجهة للسياحة البيئية في ماليزيا. ويوجد العديد من عوامل الجذب الجيولوجية والبيولوجية في الحديقة. جونونج تاهان هي أعلى نقطة في شبه جزيرة الملايو. يمكن للمتسلقين استخدام كوالا تاهان أو ميرابوه، كنقطة انطلاق لهم. يجب على جميع زوار الحديقة الحصول على تصاريح من إدارة الحياة البرية والمتنزهات الوطنية.

## الحيوانات
تعد منطقة تامان نيجارا موطنًا لبعض الثدييات النادرة، مثل النمر الماليزي، الملايو غور (سيلادانج) والفيل الآسيوي. بالإضافة إلى ذلك، يعتقد بعض علماء الأحياء أيضًا أن مجموعة صغيرة من وحيد القرن السومطري الشمالي تعيش في الحديقة. فضلا عن الطيور مثل أرجوس العظيم، وطيور الأدغال الحمراء، وطائر الدراج الماليزي النادر لا تزال موجودة هنا في بعض الأعداد. تم الحفاظ على نهر طحان لحماية أسماك المحسير الماليزية، وهو نوع من أسماك الطرائد. وتشمل الأنواع الموجودة في الحديقة 10000 نبات، و150000 من الحشرات، و25000 من اللافقاريات، و675 طائرًا، و270 من الزواحف، و250 من أسماك المياه العذبة، و200 من الثدييات في الحديقة الوطنية، بما في ذلك بعضها نادر أو محلي بماليزيا.

## الوصول إليها
تتوقف قطارات KTM Intercity and Express التابعة لـ Keretapi Tanah Melayu (KTM) في محطة سكة حديد Jerantut. يمكن لزوار تامان نيجارا النزول هنا. حيث يقوم منظمو الرحلات السياحية المحليون بترتيب وسائل النقل من كوالالمبور إلى مدخل المنتزه في كوالا طهان. وقد يتضمن ذلك رحلة بالحافلة مدتها 3-4 ساعات إلى Jerantut وKuala Tembeling Jetty تليها رحلة بالقارب النهري لمدة ساعتين ونصف إلى Kuala Tahan.
غالبًا ما يتم تضمين تصاريح الدخول وجولات المتنزه في الباقة من كوالالمبور، يمكن أن تغادر الحافلات من محطة بيرسيبادو سيلاتان وهينتيان بيكيليلينج متجهة إلى أقرب مدينة جيرانتوت. ومن هنا يمكنك السفر إلى رصيف كوالا تمبيلنج للمراكب الصغيرة وكوالا تاهان.